# Michel Neugarten
Michel Neugarten, né le 10 avril 1955 à Uccle, est un ancien pilote automobile belge. Il a remporté plusieurs courses en grand tourisme.
En fin carrière sportive, il a commencé à participer au tournage de films tels que Michel Vaillant, Ronin, Le Transporteur 3, etc.,.

## Biographie
Michel Neugarten est né en 1955 à Bruxelles.C'est dans le sport automobile qu'il tourne son destin. Il gagne de nombreuses courses avec peu de moyens. En 1997, il gagne dans la catégorie GT2, les 24h du mans alors que sa Porsche n'a plus que trois rapports de vitesses.
En 2001, dans la catégorie N-GT, il remporte les 500 kilomètres d'Estoril en championnat FIA GT.

## Palmarès
- Vainqueur du Venturi Trophy en 1994
- Vainqueur du SuperSport Trophy en 1995
- Vainqueur des 24 Heures du Mans dans la catégorie GT2 en 1997

## Résultats aux 24 Heures du Mans
| Année | Voiture             | Équipe                                                  | Équipiers                                   | Résultat                            |
| ----- | ------------------- | ------------------------------------------------------- | ------------------------------------------- | ----------------------------------- |
| 1993  | Venturi 500 LM      | Eric Graham                                             | Pascal Witmeur (de) / Jacques Tropenat (pt) | 27e                                 |
| 1994  | Venturi 600 LM      | Jacadi Racing                                           | Michel Ferté / Olivier Grouillard           | Abandon                             |
| 1996  | Porsche 911 GT2     | Elf Haberthur Racing                                    | Toni Seiler / Bruno Ilien (en)              | Abandon                             |
| 1997  | Porsche 911 GT2     | Elf Haberthur Racing                                    | Guy Martinolle (de) / Jean-Claude Lagniez   | 9e et vainqueur de la catégorie GT2 |
| 1998  | Porsche 911 GT2     | Elf Haberthur Racing                                    | Jean-Claude Lagniez / David Smadja          | Abandon                             |
| 1999  | Porsche 911 3.8 RSR | GFB MacQuillan                                          | Gerard MacQuillan / Chris Gleason           | Non qualifié                        |
| 2000  | Porsche 911 GT3-R   | Seikel Motorsport                                       | Max Cohen-Olivar / Anthony Burgess          | 18e                                 |
| 2001  | Porsche 911 GT3-RS  | Perspective Racing                                      | Thierry Perrier / Nigel Smith (en)          | 9e                                  |
| 2002  | Lola B98/10         | DAMS / Bob Berridge Racing (Vaillante - voiture caméra) | Philippe Gache / Emmanuel Clérico           | Non classé                          |
| 2003  | Porsche 911 GT3-RS  | Thierry Perrier Perspective Racing                      | Nigel Smith (en) / Ian Kahn                 | 18e                                 |